# Championnat de Norvège féminin de football 2023
Navigation
Édition précédente Édition suivante
Le championnat de Norvège féminin de football 2023 est la 37e édition du championnat de Norvège féminin. Le SK Brann défend son titre tandis que Åsane est promu.

## Format
Le championnat à 10 équipes revient au format utilisé jusqu'à 2021 : dans une poule unique, chaque équipe affronte les autres trois fois. L'équipe la mieux classée est sacrée championne et qualifiée pour la Ligue des champions en compagnie de la deuxième meilleure équipe. La dernière équipe est reléguée en D2 tandis que l'avant-dernière dispute un match de barrage pour le maintien.

## Les dix équipes
| \| Agglomération de Bergen: Arna-Bjørnar SK Brann Åsane FD Agglomération d'Oslo: Lyn Fotball Vålerenga FD Lillestrøm SK Stabæk FK Røa IL Oslo Avaldsnes IL Bergen Rosenborg \| Localisation des clubs engagés. |
| Agglomération de Bergen: Arna-Bjørnar SK Brann Åsane FD Agglomération d'Oslo: Lyn Fotball Vålerenga FD Lillestrøm SK Stabæk FK Røa IL Oslo Avaldsnes IL Bergen Rosenborg                                       |

| Club                           | Classement 2022 | Stade                          | Capacité   |
| ------------------------------ | --------------- | ------------------------------ | ---------- |
| SK Brann                       | 1               | Stemmemyren Brann Stadion      | 17 967     |
| Vålerenga FD                   | 2               | Intility Arena                 | 16 555     |
| Rosenborg BK                   | 3               | Koteng Arena Lerkendal Stadion | 600 21 620 |
| Stabæk FK                      | 4               | Nadderud Stadion (en)          | 4 500      |
| Lyn FD                         | 5               | Kringsjå Kunstgress            | 450        |
| Arna-Bjørnar                   | 6               | Arna Idrettspark               | 1 500      |
| Lillestrøm Sportsklubb Kvinner | 7               | LSK-Hallen (en)                | 3 000      |
| Røa IL                         | 8               | Røa Kunstgress                 | 450        |
| Avaldsnes IL                   | 9               | Avaldsnes Idrettssenter        | 1 000      |
| Åsane FD                       | D2              | Åsane Arena                    |            |

## Compétition
Le barème utilisé pour établir le classement est le suivant : 3 points pour une victoire, 1 point pour un match nul et 0 point pour une défaite.
| Rang | Équipe        | Pts | J  | G  | N | P  | Bp | Bc | Diff |
| ---- | ------------- | --- | -- | -- | - | -- | -- | -- | ---- |
| 1    | Vålerenga FD  | 59  | 27 | 17 | 8 | 2  | 68 | 28 | +40  |
| 2    | Rosenborg BK  | 58  | 27 | 18 | 5 | 4  | 57 | 15 | +42  |
| 3    | Lillestrøm SK | 55  | 27 | 16 | 7 | 4  | 44 | 21 | +23  |
| 4    | SK Brann T    | 46  | 27 | 13 | 7 | 7  | 52 | 30 | +22  |
| 5    | Stabæk FK     | 37  | 27 | 10 | 7 | 10 | 41 | 43 | -2   |
| 6    | Lyn FD        | 28  | 27 | 7  | 7 | 13 | 33 | 44 | -11  |
| 7    | Røa IL        | 27  | 27 | 6  | 9 | 12 | 33 | 43 | -10  |
| 8    | Åsane FD P    | 25  | 27 | 7  | 4 | 16 | 29 | 50 | -21  |
| 9    | Avaldsnes IL  | 21  | 27 | 5  | 6 | 16 | 18 | 63 | -45  |
| 10   | Arna-Bjørnar  | 16  | 27 | 4  | 4 | 19 | 32 | 70 | -38  |

|  | Champion et qualifié pour la Ligue des champions                                          |
|  | Qualifié pour la Ligue des champions                                                      |
|  | Barragiste                                                                                |
|  | Relégué en D2                                                                             |
|  | (T) Tenant du titre (C) Vainqueur de la Coupe de Norvège (P) : Promu de deuxième division |

### Barrage de maintien/relégation
Avaldsnes IL gagne les barrages contre Tromsø IL (score cumulé 3-2), mais n'obtient ensuite pas de licence pour rester en Toppserien, Arna-Bjørnar qui devait être relégué sera finalement repêché.

## Statistiques individuelles

### Meilleures buteuses
Source.
|    | Joueuse                | Club                     | But inscrit |
| -- | ---------------------- | ------------------------ | ----------- |
| 1. | Anna Aahjem (no)       | Lyn FD                   | 13          |
| 1. | Olaug Tvedten (no)     | Vålerenga FD             | 13          |
| 3. | Karina Sævik           | Vålerenga FD             | 12          |
| 4. | Marit Bratberg Lund    | SK Brann                 | 11          |
| 5. | Julie Hoff Klæboe (no) | Røa IL                   | 9           |
| 6. | Melissa Bjånesøy       | Stabæk FK                | 8           |
| 6. | Emma Stølen Godø (no)  | LSK Kvinner              | 8           |
| 6. | Miljana Ivanović (en)  | Arna-Bjørnar LSK Kvinner | 8           |
| 6. | Anna Jøsendal (en)     | Rosenborg BK             | 8           |
| 6. | Mimmi Löfwenius (en)   | LSK Kvinner Vålerenga FD | 8           |

## Bilan de la saison
| Championnat de Norvège féminin de football 2023        |                 |
| Champion                                               | Vålerenga FD    |
| Dauphin                                                | Rosenborg BK    |
| Coupes et trophées                                     |                 |
| Vainqueur de la Coupe de Norvège 2023                  |                 |
| Qualifications continentales                           |                 |
| Ligue des champions féminine de l'UEFA 2024-2025       | Vålerenga FD    |
| Ligue des champions féminine de l'UEFA 2024-2025       | Rosenborg BK    |
| Promotions et relégations                              |                 |
| Promus en Championnat de Norvège féminin de football   | Kolbotn Fotball |
| Relégués en Championnat de Norvège féminin de football | Avaldsnes IL    |